# فیلیپ ملادنوویچ
فیلیپ ملادنوویچ (صربی: Filip Mladenović؛ زادهٔ ۱۵ اوت ۱۹۹۱) یک بازیکن فوتبال اهل صربستان است.

## باشگاهی
از باشگاه‌هایی که در آن بازی کرده‌است می‌توان به باشگاه فوتبال کلن، ستاره سرخ بلگراد، باشگاه فوتبال باته بوریسف و تیم ملی فوتبال صربستان اشاره کرد.